# 限制領餐
限制領餐（英語：Close(d) Communion）是一種在認信路德宗、天主教和東正教教會普遍實行的聖餐制度。在這制度下，教會只會在已表達一致信仰，為罪而悔改，相信耶穌基督的信徒所組成的團體裏舉行聖餐禮。

## 聖經相關章節
實行「限制領餐」的教會相信共領聖餐是一種宣認信仰的行動，亦相信聖經對領受聖餐的人加以限制。
我們所祝福的杯，豈不是同領基督的血嗎？我們所掰開的餅，豈不是同領基督的身體嗎？我們雖多，仍是一個餅、一個身體，因為我們都是分受這一個餅。（哥林多前書 10:16-17）
弟兄們，我藉我們主耶穌基督的名，勸你們都說一樣的話，你們中間也不可分黨，只要一心一意，彼此相合。（哥林多前書1:10）
教會更相信，聖經已清楚警告：
無論何人，不按理吃主的餅、喝主的杯，就是干犯主的身、主的血了。人應當自己省察，然後吃這餅、喝這杯。因為人吃喝，若不分辨是主的身體，就是吃喝自己的罪了。（哥林多前書 11:27-29）

## 實行情況
在「限制領餐」制度下，牧師只會向達到聖經要求的人派發聖餐。另外，在認信過程中表明沒有一致信仰的人，教會牧者亦不能向他們派發聖餐。例如，部份實行「限制領餐」的路德宗教會有領餐前報名的習慣。

### 引用
1. ↑  《信仰立場》，南亞路德會，頁46：「我們相信教會有責任按著聖經的教導施行聖餐，因此我們教會不會施餐予不相信『聖餐是基督實體臨在』之信徒，以免『干犯主的身，和主的血』。本會信徒也不應參與由不相信『聖餐是基督實體臨在』的教會所施行的聖禮。我們也相信，主的晚餐是一個餅的表現，所以我們只跟那些有共同信仰的並屬於跟我們有團契關係的教會成員分享聖餐。」
2. 1 2  Understanding Close Communion, Lord of Life Lutheran Church
3. 1 2  Schuetze, A.W. (1986), Basic Doctrines of the Bible (中文版),頁85
4. ↑  《天主教法典》，第844條，「天主教聖職人只能對天主教信徒，合法地施行聖事；同樣天主教信徒，只能由天主教聖職人合法地領受聖事」
5. ↑  《天主教教理》，第1400條，「始自因宗教改革而與天主教會分離的教會團體，特別是因為欠缺聖秩聖事，而未能將感恩(聖體)聖事奧跡的固有本質，完整地保存下來。因此，對天主教會來說，在感恩(聖體)聖事上，與這些團體相通共融(互領聖體)，是不可以的。」
6. ↑  John Breck. . Orthodox Church in America. 1996  [8 April 2018]. （原始内容存档于2017-01-04） （英语）. On the other hand, the Orthodox Churches, united above all by their Eucharistic faith and practice, accept to communion only baptized Orthodox Christians, and then, theoretically, only when they have prepared themselves by prayer, by appropriate fasting, and—in most traditions—by confession of sins. In addition, Orthodox bishops and other teachers make clear to their faithful that they can only properly receive communion from a canonically ordained priest or bishop within the context of the traditional Orthodox Divine Liturgy (which includes communion taken to the sick).
7. ↑  Moore, Russell D., Understanding Four Views on the Lord's Supper, p98
8. 1 2  Need help explaining simply to Catholic the closed communion, WELS Topical Q&A
9. ↑  Braun, Mark E. (1986), Communion - Both "Close" and "Closed", Forward in Christ
10. ↑  Closed Communion: Which Scripture passages support the practice of closed communion?, WELS Topical Q&A

### 來源
- Beckmann, Walter F. (2001), A Closer Look at Close Communion, Forward in Christ
- Braun, Mark E. (1986), Communion - Both "Close" and "Closed", Forward in Christ
- Hoffmann, Wilmer G. (1983), Closed Communion, Its Basis and Practice （页面存档备份，存于）

## 外部連結
- Close communion and membership （页面存档备份，存于）, WELS Topical Q&A
- Fellowship and Worship Principles, WELS Topical Q&A